# Communauté de communes de la Terre Plaine
Die Communauté de communes de la Terre Plaine ist ein ehemaliger französischer Gemeindeverband (Communauté de communes) im Département Yonne und in der Region Burgund. Er wurde am 31. Dezember 1998 gegründet.
2014 wurde der Gemeindeverband mit der Communautés de communes de la Haute Vallée du Serein fusioniert und damit der neue Gemeindeverband Communauté de communes du Serein geschaffen.

## Mitglieder
- Bierry-les-Belles-Fontaines
- Cisery
- Cussy-les-Forges
- Guillon
- Marmeaux
- Montréal
- Pisy
- Saint-André-en-Terre-Plaine
- Sainte-Magnance
- Santigny
- Sauvigny-le-Beuréal
- Savigny-en-Terre-Plaine
- Sceaux
- Trévilly
- Vassy-sous-Pisy
- Vignes